# Clinique
Clinique Laboratories, LLC é uma fabricante americana de produtos para a pele, cosméticos, produtos de higiene e fragrâncias, geralmente vendidos em lojas de departamentos sofisticadas. É uma subsidiária da Estée Lauder Companies. Em 2019, a Clinique tinha mais de 22.000 consultores em todo o mundo.

## História

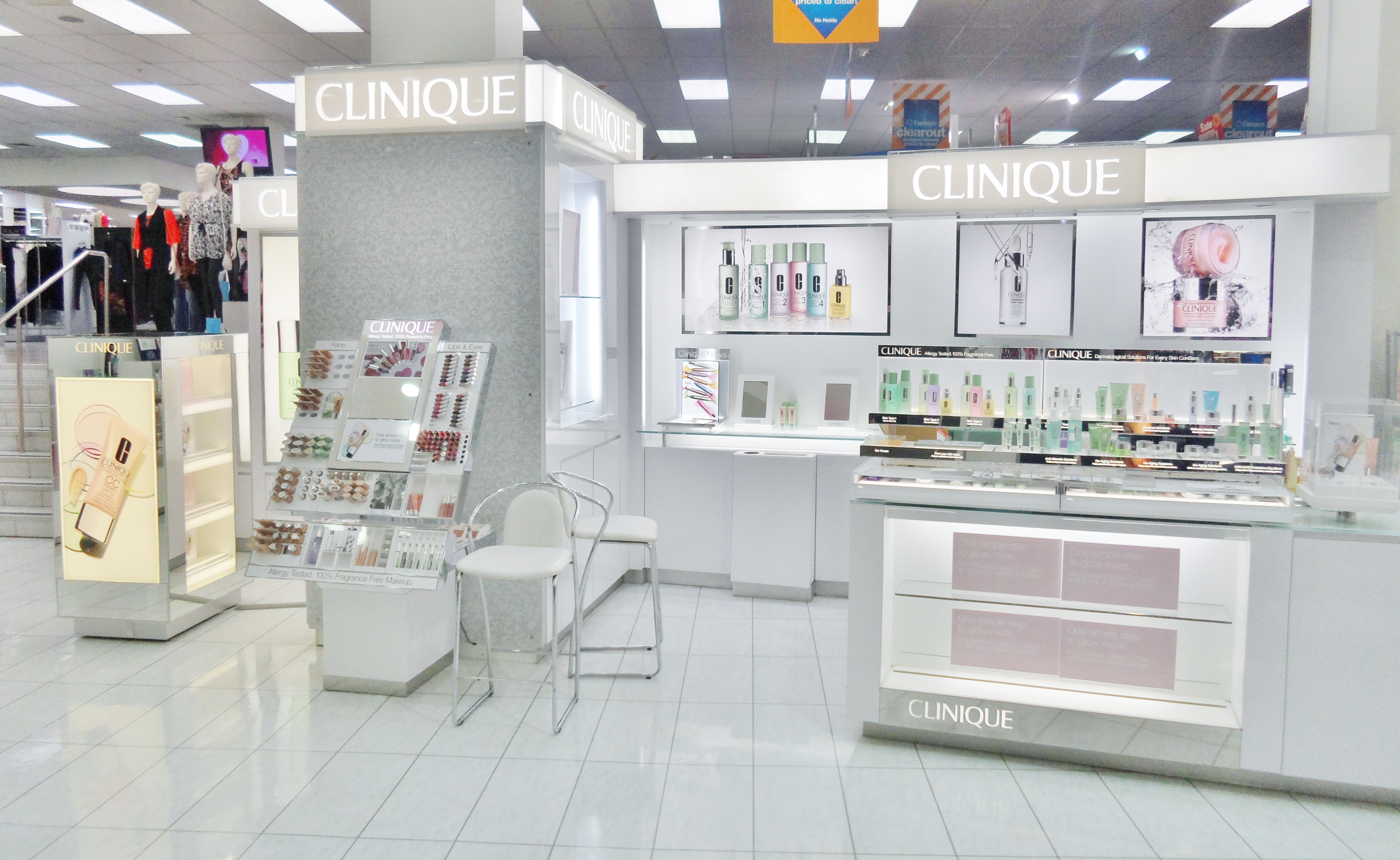
Balcão da Clinique em uma loja de departamentos da Farmers

Em 1967, a revista Vogue americana publicou um artigo intitulado “Can Great Skin Be Created?”, escrito pela editora de beleza Carol Phillips com Norman Orentreich, discutindo a importância de uma rotina de cuidados com a pele. Evelyn Lauder, nora de Estée Lauder, leu o artigo e chamou a atenção de Estée. Carol Phillips e Orentreich foram recrutados para ajudar a criar a marca e, em abril de 1968, a Clinique estreou como a primeira linha dirigida por dermatologistas testada para alergia do mundo na Saks Fifth Avenue em Nova York, EUA lançando com 117 produtos
Evelyn Lauder, executiva da Estée Lauder e membro da família Lauder, criou a marca Clinique e desenvolveu sua linha de produtos Lauder trabalhou como diretora de treinamento da Clinique. Ela foi a primeira pessoa a usar o jaleco branco da marca registrada, agora usado pelos Consultores da Clinique em todo o mundo.
Clinique foi a terceira marca que "nasceu" do Grupo Lauder depois de Estée Lauder e Aramis.
Em 2008, a Clinique anunciou uma parceria com a Allergan, fabricante do Botox e ex-parceira cosmetóloga de Elizabeth Arden, com o resultado sendo uma nova linha chamada Clinique Medical. A linha está disponível apenas em consultórios médicos. O conjunto de 5 produtos destina-se ao cuidado da pele pré e pós-operatório e mira complicações como vermelhidão, rigidez, queimação, irritação, descoloração, entre outras que “retardam o processo de cicatrização"
Em 2019, a Clinique foi "premiada com a Melhor Experiência em Comércio Eletrônico no Glossy Awards Europe inaugural."
Em 2020, a Clinique anunciou publicamente a atriz britânica Emilia Clarke como sua primeira Embaixadora Global.

## Localizações Globais
| Europa - Abecásia - Ilhas Åland - Albânia - Alemanha - Armênia - Andorra - Áustria - Azerbaijão - Belarus - Bélgica - Bósnia e Herzegovina - Bulgária - Croácia - Chipre - República Turca de Chipre do Norte - Chéquia - Dinamarca - Estônia - Ilhas Feroe - Finlândia - França - Geórgia - Groelândia - Gibraltar - Grécia - Guernsey - Hungria - Islândia - Ilha de Man - Irlanda - Itália - Jersey - Cazaquistão - Quirguistão - Kosovo - Letônia - Liechtenstein - Lituânia - Luxemburgo - Macedônia - Malta - Moldova - Monaco - Montenegro - Países Baixos - Noruega - Polônia - Portugal - Romênia - Rússia - Svalbard - Sérvia - Eslovênia - Eslováquia - Ossétia do Sul - Espanha - Suíça - Suécia - Tadjiquistão - Turquia - Turcomenistão - Ucrânia - Reino Unido - Uzbequistão | Médio Oriente & África - Argélia - Angola - Bahrein - Benim - Botswana - Burquina Faso - Camarões - República Centro-Africana - Congo - República Democrática do Congo - Djibouti - Egito - Eritreia - Etiópia - Gana - Guiné - Guiné-Bissau - Irã - Iraque - Israel - Costa do Marfim - Jordânia - Quénia - Kuwait - Líbano - Lesoto - Libéria - Líbia - Madagascar - Malawi - Mali - Mauritânia - Maurício - Marrocos - Moçambique - Namíbia - Níger - Nigéria - Oman - Palestina - Qatar - Reunião - Ruanda - Arábia Saudita - Senegal - Seicheles - Somália - África do Sul - Sudão - Essuatíni - Síria - Tanzânia - Tunísia - Uganda - Emirados Árabes Unidos - Iémen - Zâmbia - Zimbábue | Ásia-Pacífico - Afeganistão - Austrália - Bangladesh - Butão - Brunei - Camboja - China - Timor-Leste - Fiji - Guam - Hong Kong - Índia - Indonésia - Japão - Coréia do Sul - Laos - Macau - Malásia - Maldivas - Mongólia - Myanmar - Nepal - Nova Caledónia - Nova Zelândia - Paquistão - Filipinas - Singapura - Sri Lanka - Taiwan - Tailândia - Vietnã | América - Argentina - Aruba - Bahamas - Barbados - Bolívia - Brasil - Canadá - Chile - Colômbia - Costa Rica - Cuba - Dominica - República Dominicana - Equador - El Salvador - Granada - Guadalupe - Guatemala - Guiana - Haiti - Honduras - Jamaica - Martinica - México - Antilhas Neerlandesas - Nicarágua - Panamá - Paraguai - Porto Rico - Peru - Suriname - Trinidad e Tobago - Estados Unidos da América - Uruguai - Venezuela |  |